# Російське товариство пароплавства і торгівлі

Русское общество пароходства и торговли (РОПиТ) (укр. Російське товариство пароплавства і торгівлі) — російська судноплавна компанія, яка розташовувалася на території сучасної України.

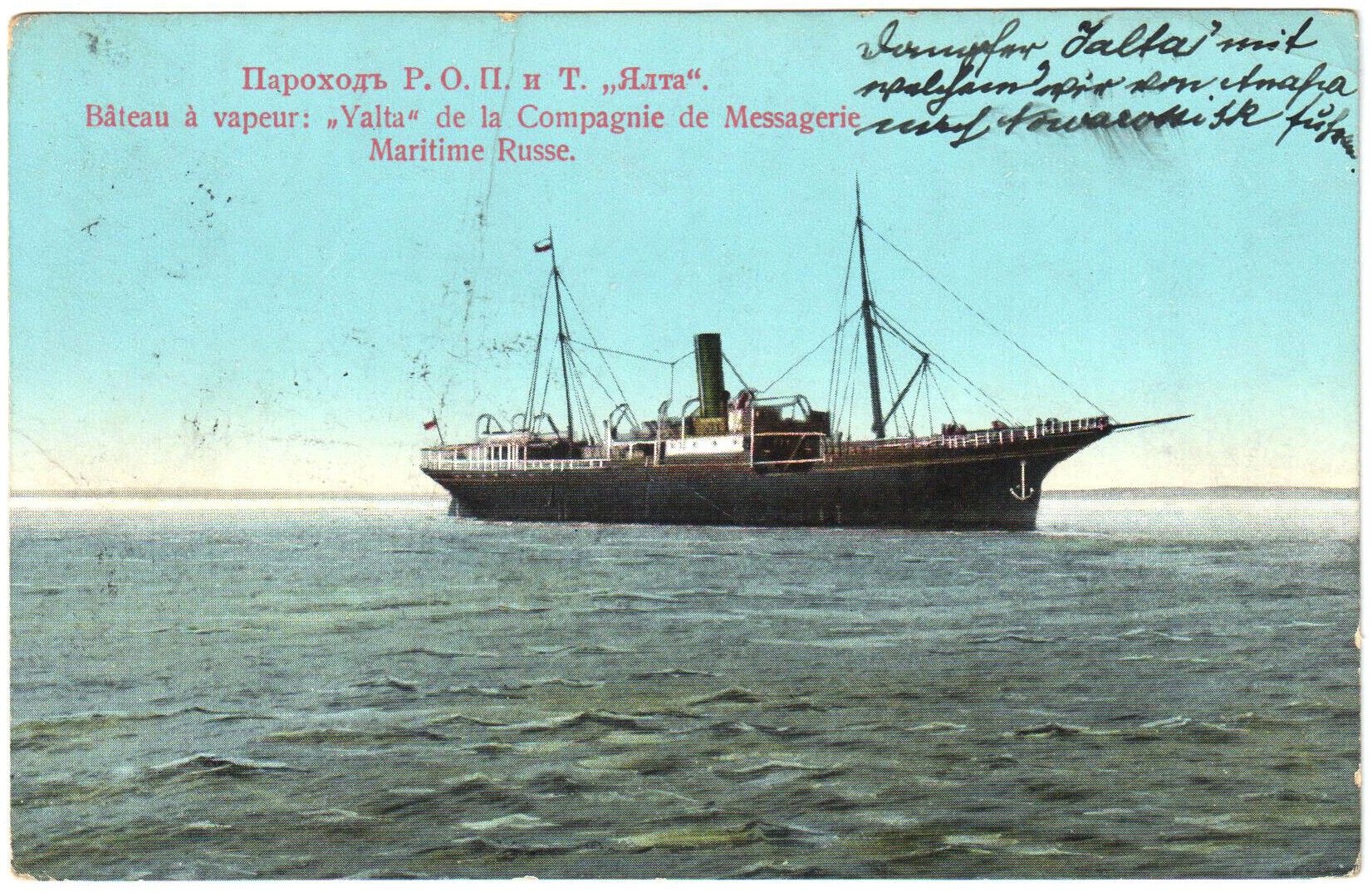
Пароплав РОПіТ «Ялта» (листівка, Росія, 1912 р.)

Заснована в 1856 році капітаном 1 рангу М. А. Аркасом  і підприємцем Н. А. Новосельським за підтримки великого князя Костянтина Миколайовича. Великий князь Костянтин Миколайович, який займав посаду морського міністра, напередодні закінчення Кримської війни 1853-56 вважав необхідним утворити велике комерційне пароплавство на Чорному морі з можливістю використовувати його судна в військових цілях. 
Статут РОПіТ, затверджений 3(15).08.1856 [змінений 19(31).05.1879 і 22.01(3.02).1891]. Товариству було надано ряд привілеїв: отримання від уряду помильної плати і допомоги на ремонт протягом 20 років, право безмитної купівлі суден на 5 років тощо. Практична діяльність РОПіТ почалася 21.05(2.06).1857. Перший директор товариства М. А. Аркас був призначений урядом, який також призначав половину членів правління і надавав товариству займ на 20 років . Основна сфера діяльності — торговельне пароплавство на Чорному морі. Акції компанії котирувались на Санкт-Петербурзькій біржі.
РОПіТ здійснювало регулярне вантажне і поштово-пасажирське сполучення (переважно морське, почасти й річкове) по внутрішніх лініях - Кримсько-Кавказькій (між Одесою і Батумом) і ін., а також на закордонних лініях із заходом в багато портів Середземного і Чорного морів, Перської затоки, по Чорноморсько-Балтійській вантажній лінії між Одесою і Санкт-Петербургом з заходом в Ревель (нині Таллінн), Ригу і Лібаву (нині Лієпая). З 1871 пароплави РОПіТ здійснювали рейси через Суецький канал між Одесою і портами Індії, Китаю, Кореї, російського Далекого Сходу, з 1884 разом з судами Добровільного флоту перевозили переселенців до Владивостока.
Періодично пароплави РОПіТ використовувалися урядом як військово-транспортні судна, рідше брали участь в бойових діях. У російсько-турецьку війну 1877-78 відзначились два переобладнаних пароплави РОПіТ: «Вєста» та «Великий князь Костянтин». 
11.07.1878 озброєний пароплав «Вєста» витримав нерівний бій з броненосним корветом «Фетхи-Буленд».  
13.01.1878 два катери з пароплава «Великий князь Костянтин», переобладнаного в мінний транспорт за проектом С. О. Макарова, потопили турецький канонерський човен «Інтібах», що стало першим в історії випадком успішного застосування торпед. 
З 1884 судна РОПіТ разом з суднами Добровільного флоту перевозили переселенців до Владивостока. У 2-й половині 1880-х років танкери РОПіТ почали перевезення гасу з Батумі в Одесу; згодом вони здійснювали рейси в порти Адріатичного, Середземного морів і у Велику Британію, а також з Новоросійська до Одеси, Херсону і Олександрівська (нині Запоріжжя). 
З 1 січня 1898 року заведено новий прапор компанії, затверджений морським міністерством і імператором — на російському біло-синьо-червоному прапорі в верхній білій смужці біля древка розміщувалась золота імператорська корона, а в вільній частині білої смуги — золотий поштовий ріжок.. Націоналізована і перестала існувати в 1918 році.
В кінці 1909 - початку 1910 для реклами продукції російської промисловості РОПіТ організувало плавучу виставку на пароплаві «Імператор Микола II» (брали участь 135 російських фірм), який побував в 18 іноземних портах на лініях товариства. В результаті діяльності РОПіТ суттєво зміцнилося регулярне торгове сполучення Одеси з іноземними портами і збільшився комерційний рух на внутрішніх чорноморських і азовських лініях, що, зокрема, сприяло безпрецедентно швидкому розвитку Півдня Росії. Отримав також поширення екскурсійний туризм в Криму і на Кавказі, був відкритий вільний доступ паломникам до Святих місць - на Афон і в Єрусалим.
У 1-у світову війну з початком воєнних дій на Чорному морі в ніч на 16(29).10.1914 все комерційне судноплавство на Чорному морі було припинено (раніше скасовані рейси РОПіТ в Середземне море, на Балтику, в країни Близького Сходу), більше 50 суден РОПіТ були зараховані до складу Транспортної флотилії Чорноморського флоту, частина переобладнана в гідроавіаносці.
Після Жовтневого перевороту, під час окупації Причорномор'я іноземними військами і Громадянської війни 1917-21, частина судів РОПіТ була затоплена на рейдах, частина уведена за кордон при евакуації з Криму Добровольчої армії генерал-лейтенанта П. Н. Врангеля. Місцем збору став Марсель. Адміністрація РОПіТ влаштувалася в Парижі, зареєструвалася під ім'ям французької судноплавної компанії і існувала до 1932, коли на злам був проданий останній з тих, що пішли за кордон пароплавів «Євфрат». Решта суден в 1920 були націоналізовані і в 1922 склали ядро державного підприємства «Чорноморсько-Азовське пароплавство». Останній пароплав РОПіТ «Імператор Петро Великий», перейменований в «Якутію» (з 1953 входив до складу Далекосхідного морського пароплавства), був виведений з експлуатації в 1975.

## Торговельні кораблі (дані неповні)
- «Імператор Олександр II» (1858)
- «Великий князь Костянтин» (I) (1858) - в 1887 році виведений в резерв, 1896 році був проданий з торгів на брухт.
- «Вєста» (1858) - в 1887 році зазнав аварії і затонув в районі мису Тарханкут, екіпаж загинув.
- «Олег» (1859)
- «Лазар» (1863)
- «Ростов» (1867)
- «Імператриця Марія» (1877)
- «Хуанпу» (на кантонському діалекті вимовляється як «Вампу») (1882)
- «Царь» (1883)
- «Свет» (1815)
- «Луч» (1886)
- «Одесса» (1889)
- «Великий Князь Олексій» (1890)
- «Блеск» (1890)
- «Великий князь Костянтин» (II) (1890)
- «Великий князь Костянтин» (III) (1890)
- «Святой Николай» (1893) — виведений білими в 1920 р.
- «Королева Ольга» (1893)
- «Император Николай II» (1894) — потім «Вече», потім «Ільїч»
- «Чатыр Даг» (1896)
- «Диана» (1899)
- «Чихачёв»
- «Алтон» (1901)
- «Метеор» (1901)
- «Херсонес» (1903)
- «Евфрат» (1906) — виведений білими в 1920 р., в 1932 проданий на брухт[1].
- «Мечта» (1884)
- «Принцесса Евгения Ольденбургская» (1903)
- «Император Николай I» (1913) - в 1915 році переобладнано в гідроавіатранспорт - прообраз сучасних авіаносців[4].
- «Императрица Екатерина II» — затоплена німецьким підводним човном поблизу Бізерти.
- «Император Александр III»
- «Император Петр Великий» - при радянській владі перейменований в «Якутію», виведений з експлуатації в 1975[1].
- «Царь Михаил Федорович» (1914) після 1917 року: «Анатолій Молчанов».
- «Цесаревич Алексей Николаевич» (1914)